# Marijan Antolović
Marijan Antolović (Vinkovci, 7 maggio 1989) è un ex calciatore croato, di ruolo portiere.

## Biografia
È uno studente dell'Università di Osijek.

## Palmarès

### Club

#### Competizioni nazionali
- Coppa di Polonia: 1

Legia Varsavia: 2010-2011
- Campionato bosniaco: 1

Željezničar: 2012-2013
- Irish Cup: 1

Glentoran: 2019-2020